# Развање
Развање (словен. Razvanje) је насељено место у општини Марибор, Подравска регија, Словенија.

## Историја
До територијалне реорганизације у Словенији било је у саставу старе општине Марибор.

## Становништво
У попису становништва из 2011. године, Развање је имало 1.357 становника.
| Број становника према пописима | Број становника према пописима | Број становника према пописима |
| ------------------------------ | ------------------------------ | ------------------------------ |
| 1991                           | 2002                           | 2011                           |
| 1.232                          | 1.381                          | 1.357                          |

## Галерија
- капелица
- капелица
- распеће
- споменик
- сеоска улица
- вински храм "Хабакуку"
- археолошко налазиште "Поштела"
- ватрогасни дом